# Os Milagres do Anticristo
Antikrists Mirakler (em português "Os Milagres do Anticristo") é um romance da escritora sueca Selma Lagerlöf, primeira mulher laureada com o Prêmio Nobel de Literatura. Foi o segundo romance publicado pela escritora, após sua bem sucedida estreia com a "A Saga de Gösta Berling", embora não repetisse o sucesso deste, sendo um dos livros menos conhecidos da autora.
O “Anticristo” aqui surge aqui como um símbolo do socialismo, cuja relação com o cristianismo é o tema do romance. O título do romance refere-se a um afresco de Luca Signorelli na Catedral de Orvieto, ao qual o último capítulo do livro faz alusão.

## Trama
O romance se passa na região da Sicília no final do século XIX. 
A história inicia-se em Roma, durante uma noite profunda e sagrada, quando o imperador romano Augusto sobe ao Capitólio no intento de ser declarado um deus perante o povo. Porém, uma antiga sibila o obriga a olhar para o leste no céu: Jesus está nascendo lá em Belém. A profetiza então anuncia: no Capitólio será adorado o restaurador do mundo, cristão ou anticristo, mas nunca homens mortais.
Tempos depois, no Monte Capitolino, em Roma, na igreja de Santa Maria in Aracoeli, erguida em memória da profecia da antiga Sibila, uma imagem milagrosa do menino Jesus é venerada ali. Uma inglesa rica, entretanto, deseja roubar a imagem. Ela faz uma imitação do quadro e, para distingui-lo do original, risca na coroa o ditado "meu reino só vem deste mundo". Ela rouba a imagem de Cristo e a substitui pela cópia. Mas um milagre acontece: a imagem roubada de Cristo volta sozinha e a cópia é expulsa da igreja. A inglesa leva o exemplar consigo e parte em viagem.
A réplica com a imagem, então, viaja pelo tempo, passando de mão em mão, atravessando países e os conturbados movimentos políticos que marcam o novo século.
Das barricadas da Revolução Francesa, a falsa imagem chega a cidade de Diamante, uma pequena localidade no sopé do monte Etna, onde é colocada no altar-mor da igreja e adorada pela população pelos milagres que parecem dela provir, até se descobrir a sua verdadeira identidade. 

## Significado
Em "Os Milagres do Anticristo", assim como em seu romance anterior "A Saga de Gösta Berling", Selma Lagerlöf se utiliza da técnica de montar um livro inteiro a partir de episódios individuais. Aqui, no entanto, os capítulos individuais estão muito mais intimamente ligados do que na Saga de Gösta Berling.
"Os Milagres do Anticristo" é um romance de ideias: Selma Lagerlöf trata da relação entre o cristianismo e o socialismo. E embora ela própria não assuma uma posição clara, ela mostra simpatia pelas preocupações do socialismo. Todo o livro é permeado pelo contraste entre o céu e a terra, entre as visões celestiais e as terrenas, cristianismo-socialismo. Em última análise, Selma Lagerlöf reconcilia o cristianismo e o socialismo o que, na época, era uma ideia revolucionária.
Mais tarde, Selma Lagerlöf não ficou totalmente convencida de que era certo deixar a ideia em que o romance se baseava dominar toda a trama. Em seu romance seguinte, Jerusalém, ela se libertou de estar muito ligada a questões ideológicas.